# Lac de Buendía
Pour les articles homonymes, voir Buendia.

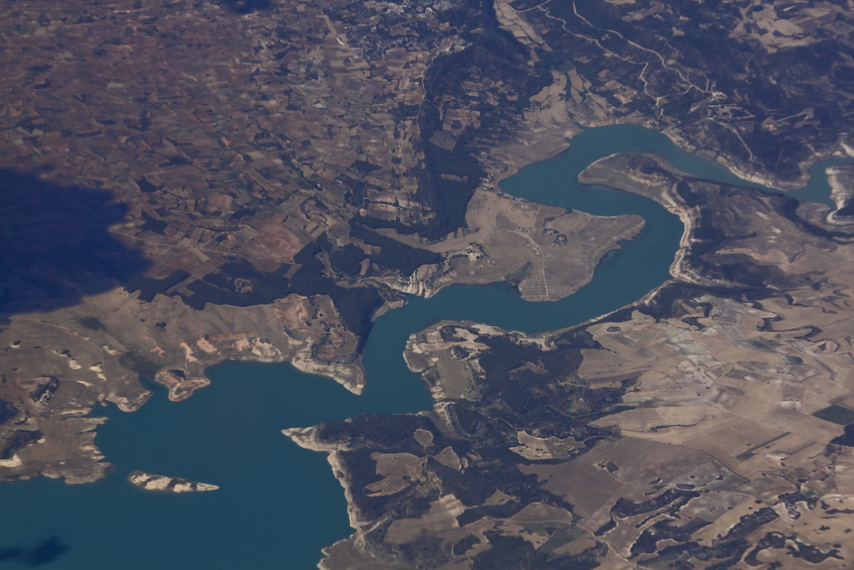
Le lac de Buendía.

Le lac de Buendía (en espagnol : Embalse de Buendía) est un lac de barrage situé sur le cours du Guadiela. Le barrage qu'il alimente se trouve au niveau du village de Buendía, dans le nord de la province de Cuenca.

## Référence
- (es) Cet article est partiellement ou en totalité issu de l’article de Wikipédia en espagnol intitulé « Embalse de Buendía » (voir la liste des auteurs).